# Asticta caeca
Asticta caeca là một loài bướm đêm trong họ Erebidae.